# Campo San Trovaso

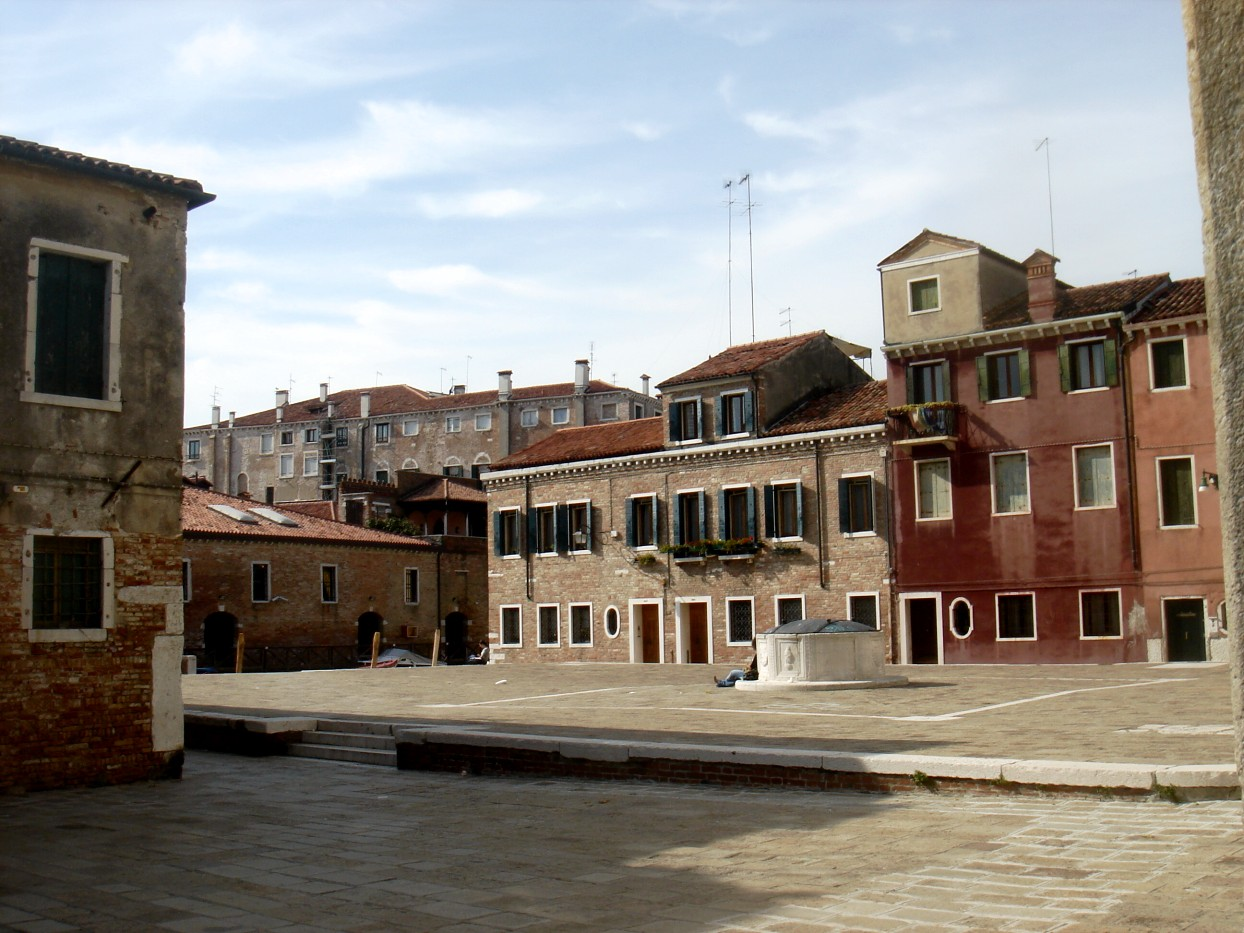
Campo de San Trovaso

Campo San Trovaso és una plaça de Venècia situada al barri de Dorsoduro.

## Descripció
Es considera un lloc pintoresc i únic per la seva proximitat a una de les poques drassanes de góndoles de la ciutat, sens dubte la més coneguda i accessible per als turistes: el squero di San Trovaso.
La seva estructura és inusual, ja que té dos nivells a un costat i una petita zona verda a l'altre. La majestuosa església de San Trovaso s'alça entre les dues parts.
No hi ha gaires edificis destacables que donin a la plaça, que té dos costats circumdats per aigua: tanmateix, val la pena esmentar la façana gòtica del Palau Barbarigo Nani Mocenigo, que mira cap al campo des dels fonaments oposats.

## El nom
El nom va néixer de la fusió del de dos sants, Gervasio i Protasio, als quals també hi ha dedicada una petita plaça propera.

## Representacions
El campo ha estat l'escenari d'importants representacions teatrals, sovint com a part de la Biennal de Venècia:
El mercader de Venècia, de William Shakespeare, dirigida per Max Reinhardt, 18 de juliol de 1934

El mentider, de Carlo Goldoni, dirigida per Renato Simoni, 13-29 de juliol de 1937

La prostituta honorada, de Carlo Goldoni, direcció de Giorgio Strehler, 20-23 de juliol de 1950

El Parlament de Ruzante que havia vingut del camp d'Angelo Beolco, conegut com a Ruzante, i Il Saltuzza d'Andrea Calmo, dirigida per Cesco Baseggio, 27-28 de juliol de 1950

L'Âge d'or, creació col·lectiva du Théâtre du Soleil, dirigida per Ariane Mnouchkine, 22-24 de setembre de 1975

L'illusion comique, de Pierre Corneille, dirigida per Walter Pagliaro, 17-22 de juliol de 1979

El mentider i la cafeteria, de Carlo Goldoni, direcció de Gianfranco De Bosio, 18 de juliol de 1993

Nocturn per a actriu goldoniana, de Paolo Puppa, direcció de Filippo Gili, 24-26 de juliol de 2006

El corb. Faula amb màscara , Patankin Company, 27-29 de juliol de 2006

L'última casa, de Tiziano Scarpa, direcció de Michele Modesto Casarin, 27 de juliol de 2007

El milió - Quadern venecià, monòleg de Marco Paolini, 24-25 d'agost de 2011